# Гербер
Герберите (Gerbera) са род многогодишни растения от семейство Сложноцветни. Цветето е кръстено в чест на немския ботаник и лекар Traugott Gerber. Герберът произхожда от Южна Африка, Мадагаскар и Азия. Първоначалното описание е на J.D. Hooker в „Ботаническото списание на Къртис“ през 1889 г.

## Описание
Цъфти от май до август с бели, жълти, оранжеви, червени или розови цветове. Често един цвят може да има листенца с различни цветове.
Най-разпространения вид, който е култивиран за отглеждане в домашни условия е Gerbera jamesonii.
Диаметъра на цвета достига до 30 cm.
Многобройни видове, считани за представители на гербера, впоследствие са прехвърлени към други родове: Chaptalia, Leibnitzia, Mairia, Perdicium, Trichocline и Uechtritzia.

## Приложение
Отглежда се както като градинско, така и като стайно растение, заради красивите му цветове. Гербера е петото най-употребявано в световната търговия цвете за рязан цвят. За рязан цвят се ползват предимно Gerbera jamesonii, както и кръстоска на Gerbera jamesonii с Gerbera viridifolia.
Герберът има свойството да пречиства въздуха в помещението, в което се отглежда.

## Видово разнообразие
- Gerbera ambigua
- Gerbera aurantiaca
- Gerbera bojeri
- Gerbera bonatiana
- Gerbera connata
- Gerbera cordata
- Gerbera crocea
- Gerbera curvisquama
- Gerbera delavayi
- Gerbera diversifolia
- Gerbera elliptica
- Gerbera emirnensis
- Gerbera galpinii
- Gerbera gossypina
- Gerbera hypochaeridoides
- Gerbera jamesonii
- Gerbera kunzeana
- Gerbera latiligulata
- Gerbera leandrii
- Gerbera leiocarpa
- Gerbera leucothrix
- Gerbera lijiangensis
- Gerbera linnaei
- Gerbera macrocephala
- Gerbera maxima
- Gerbera nepalensis
- Gerbera nivea
- Gerbera parva
- Gerbera perrieri
- Gerbera petasitifolia
- Gerbera piloselloides
- Gerbera pterodonta
- Gerbera raphanifolia
- Gerbera ruficoma
- Gerbera saxatilis
- Gerbera serotina
- Gerbera serrata
- Gerbera tomentosa
- Gerbera viridifolia
- Gerbera wrightii

## Други
На гербера е наречена улица в квартал „Карпузица“ в София (Карта).